# Cantherhines multilineatus
Cantherhines multilineatus är en fiskart som först beskrevs av Tanaka 1918.  Cantherhines multilineatus ingår i släktet Cantherhines och familjen filfiskar. Inga underarter finns listade.